# Eden: It's an Endless World!
Eden: It's an Endless World! (エデン イッツ・アン・エンドレス・ワールド Eden ittsu An Endoresu wārudo?) es un manga de ciencia ficción apocalíptica y acción de Hiroki Endo, que fue publicado mensualmente por la editorial Kōdansha en la revista japonesa Gekkan Afternoon. La historia está ambientada en un futuro cercano en el que se ha producido una pandemia que ha acabado con la vida del 15% de la población mundial, lo que ocasionó un gran desequilibrio mundial y un cambio en el orden del mundo. Eden toma una gran cantidad de elementos extraídos del gnosticismo, como el nombre de varios personajes o términos en la historia que están basados en nombres de entidades gnósticas y tienen roles análogos, otras influencias de esta mitología se ven reflejados también en los temas que maneja la obra, razón por la que está cargado de filosofía.

## Argumento
La serie comienza con una larga introducción, con los personajes Enoa Ballard y Hannah Mayall viviendo una vida pacífica en una remota y aislada isla llamada Eden, con el investigador Lane Morris, quien es su guardián y víctima de la pandemia, el llamado «virus closure» (virus del cierre) que ha matado al 15% de la humanidad. Los eventos que llevaron a esta situación se revelan en analepsis, previos al regreso del padre de Enoa, junto con las fuerzas de la federación de Propater.
Después de esto, la trama avanza veinte años, centrándose en Elijah, el hijo de Enoa, quien asume el rol de protagonista. Elijah enfrenta un conflicto personal y moral con la poderosa federación de Propater mientras lucha por rescatar a su hermana, Mana Ballard, secuestrada por dicha organización cuando él era apenas un niño. En este contexto, Enoa, ahora un temido y poderoso capo del narcotráfico en Sudamérica, juega un papel ambiguo: una figura temida y despreciada por muchos, incluida su propia familia.
El inicio de la travesía de Elijah está marcado por un ataque terrorista que lo separa de su madre, Hannah, y su hermana Mana, dejando al joven en una situación desesperada y obligado a valerse por sí mismo. A medida que la historia avanza, Eden explora el crecimiento y la madurez de Elijah en un entorno implacable, mientras intenta sobrevivir física y moralmente en un mundo distópico posapocalíptico que trasciende las simples nociones de «bien» y «mal».
En su camino, Elijah se encuentra con una diversidad de personajes, algunos aliados y otros enemigos, quienes también luchan por encontrar un propósito y sobrevivir en un mundo fracturado, ofreciendo una visión profunda y matizada de la lucha humana en tiempos de caos.
Se incluyen muchas historias de las personas con quienes Elijah se encuentra, que cuentan sus vidas pasadas o posteriores, a veces volúmenes más adelante, fomentando la comprensión de los personajes y dando mayor profundidad al mundo del libro como un todo. El manga en este sentido retrata las vidas de personas de diversas partes del mundo exponiendo múltiples problemas como terrorismo, narcotráfico, genocidio, limpiezas étnicas, críticas a la religión, racismo, desastres naturales, hambrunas, muerte, etc. que reflejan la crueldad humana y la carencia de propósito de la vida.
Más adelante en la serie, el virus original muta, en «virus disclosure» asimilando materia inorgánica y orgánica, conocida como «coloide». La historia se reencuentra con Elijah, así como muchos otros personajes antiguos, y algunos nuevos, mientras el mundo comienza a lidiar con esta nueva amenaza que está tragando muchas ciudades en el mundo, dejando lagos y cráteres, y muchas personas afectadas. Más tarde se descubre que los varios «coloides» del mundo están conectados con una red de cables subterráneos autoconstruidos, y que el propio «coloide» almacena todos los recuerdos de las personas que absorbe.

## Personajes principales
- Coronel Khan Nazarbaev (ナザルバイエフ・カーン?). Musulmán de origen georgiano, que lidera un grupo de mercenarios Nomad que recluta a Elijah.[13]
- Elijah Ballard (エリヤ・バラード?). Es el protagonista de la historia, el hijo de Enoa y Hannah, quien busca rescatar a su hermana. Comienza como un niño ingenuo, pero pronto experimenta la dureza del mundo, y en consecuencia, debe endurecerse.[9][14]
- Enoa Ballard (エンノイア・バラード?). Padre de Elijah, creció en Eden, isla donde donde trataban de encontrar una cura para el virus, junto a Hannah Mayer y su guardián Lane Morris. De adulto se convirtió en líder de un cartel de drogas enfrentado a Propater.[9][15]
- Hannah Mayall (ハナ・メイオール?). Madre de Elijah, tuvo tres hijos con Enoa (Gina, Elijah y Mana). Secuestrada por Propater junto a su hija Mana.[13]
- Helena Montoya (ヘレナ・モントーヤ?). Prostituta sudamericana que forma parte del grupo de mercenarios del Coronel Khan Nazarbaev.[13]
- Kenji Asai (ケンジ・アサイ?). Mercenario junto a su hermano mayor, experto en combate cuerpo a cuerpo. Aunque parece un sociópata, flashbacks revelan que lo impulsan necesidades humanas como el amor.[13]
- Lethia Aleetheia (レティア・アレテイア?). Un humano artificial creado a partir de la copia de seguridad de Maya que Elijah llevó de contrabando.[13]
- Maya (マーヤ?). Una inteligencia artificial con cuerpo biológico que puede moverse virtualmente.[13]
- Myriam Alona (ミリアム・アローナ?). Aparece bien avanzada la historia, policía que colaborará con Elijah.[13]
- Querubín (ケルビム?). Robot con avanzada inteligencia artificial, fue creado para investigar el virus, pero tras una contraorden, destruyó el centro que debía proteger y fue desmantelado.[13]
- Sophia Theodores (ソフィア・テオドレス?). Es una hacker griega que se convierte en cíborg, perteneciente a Nomad que ayuda posteriormente a Elijah.[16]

## Terminología

### Virus
- «Virus closure»: Es un tipo de virus que arrasó a la civilización humana, acabando con el 15% de la población. Este virus tiene la capacidad de proteger su huésped del exterior endureciendo la piel en forma de piedra y licuando los órganos internos.[14]

- «Virus disclosure»: Es una mutación del «virus closure». Se caracteriza porque tras el endurecimiento del cuerpo se produce la fusión del mismo con los elementos que lo rodean sean orgánicos o no.[17]

- «Coloide»: Es una continuación del «virus disclosure», una masiva estructura cristalina que absorbe tanto a edificios como a sus habitantes de varias regiones del planeta como Tokio, Los Ángeles, Nueva Delhi, Asunción, Berlín. Esta estructura incluye a los fallecidos por el virus que pueden comunicarse incluso después de la muerte. Estas estatuas evolucionan en grandes estructuras que contienen los datos vivos de cada persona que ha sucumbido al virus.[10][9]

### Facciones
- Federación de Propater: Surgió tras la caída de la Organización de las Naciones Unidas con el objetivo de establecer un nuevo orden mundial para enfrentar el virus. Su propósito es formar un gobierno federal global que redefina los ideales y perspectivas del mundo bajo estándares gnósticos. Estas aspiraciones han generado numerosos conflictos ideológicos, especialmente con entidades nacionales y religiosas, destacando su tensión con el cristianismo. Su símbolo es una cruz con una serpiente alrededor. La tropa básica de su ejército se denomina aeon, un humano infectado con nanotecnología de un virus cíborg subproducto del «virus closure».[18][7][19]

- Nomad: Es una organización militar sin cuartel cuyos miembros están conformados por tribus nómadas. Están enfrentados a Propater, manteniéndose a base del cambio de divisas, el tráfico de drogas, el contrabando, el trueque, etc.[7]

- Federación islámica: Es la tercera fuerza en discordia, formada por países islámicos aunque con poca cohesión interna pues cada uno defiende su propia agenda.[20][18]

## Cronología
La cronología de los hechos principales que suceden al comienzo del manga son los siguientes:
- 2060: El «virus closure» es detectado en Sudáfrica por primera vez.
- 2066: La Organización Mundial de la Salud declara el estado de emergencia mundial.
- 2070: Nacen Enoa Ballard y Hannah Mayall.
- 2075: Una inteligencia artificial denominada Querubín rompe la biósfera de Eden y el virus penetra en el recinto, quedando como supervivientes Enoa, Hannah y Lane Morris .
- 2086: Muere el 15% de la población. Colapsa la Organización de las Naciones Unidas y se forma la Federación de Propater para traer un nuevo orden mundial. Querubín intercepta una unidad militar que entró en Eden y queda destruido. Muere Lane Morris. Enoa y Hannah escapan de la isla y se encuentran con otros refugiados en el golfo de Panamá.
- 2087: Enoa y Hannah ingresan como refugiados en Callao (Perú).
- 2093: Nace Elijah Ballard.
- 2096: Nace Mana Ballard.
- 2108: Elijah cruza la frontera de Colombia con Perú.
- 2112: Se produce el descubrimiento del «virus disclosure». Las principales ciudades del mundo son devoradas por el «coloide».

## Publicación
El manga fue publicado originalmente por la editorial Kōdansha en la revista japonesa Gekkan Afternoon a lo largo de 18 volúmenes y 126 capítulos entre el 25 de septiembre de 1997 y el 25 de junio de 2008.
En España comenzó su publicación en abril del 2000 de la mano de Planeta DeAgostini interrumpiéndose su publicación en el número 6, que correspondía con el 3 de la edición original.
Posteriormente se publicó completamente en 9 tomos dobles entre el 27 de abril de 2003 y el 22 de agosto de 2024 por parte de la editorial Panini Comics.

## Recepción
Varios críticos destacaron la cantidad de detalles que el autor ha introducido en la obra, mostrando con gran detalle incluso las escenas más cruentas, impulsados por un gran sentido del realismo y un enfoque maduro. Indicaron que los personajes que aparecen tienen cada uno un trasfondo diferente y evolucionan a medida que avanza la obra.
Eden fue nombrado como el mejor manga de 2007 por la revista Wizard. En 2009, fue nominado en los premios Seiun de ciencia ficción en la categoría de «mejor cómic de ciencia ficción» aunque no obtuvo el galardón.
La revista Publishers Weekly incluyó Eden en su lista de las «mejores historietas cyberpunk», junto a Ghost in the Shell, The Long Tomorrow y La Trilogía Nikopol. En enero de 2009, el tomo 11 de Eden apareció en el puesto 10 en la lista de The New York Times Best Seller list dedicada a los mangas más vendidos en Estados Unidos.

## Influencias
Aparte de varios conceptos sacados de las creencias gnósticas, el manga tiene varias influencias como Akira de Katsuhiro Ōtomo, de la cual toma la ambientación científica y cyberpunk, los rasgos estilísticos de Masamune Shirow en particular la apariencia de los cíborg como en Ghost in the Shell, El mundo de cristal de J. G. Ballard (quien comparte apellido con Elijah) que describe como un virus en el este de África está cristalizando a los seres humanos, la estructura de Neon Genesis Evangelion, Neuromante e incluso teorías físicas como el big bang. Estas influencias están enriquecidas con una situación política bien concebida y descrita minuciosamente. El manga aborda múltiples temáticas, en su mayoría oscuras, como la crueldad y el cinismo presentes en el alma humana, la ausencia de moral, la guerra y las discriminaciones, que dificultan los intentos de los personajes por alcanzar la tan anhelada felicidad.